# Zenometra
Zenometra is een geslacht van haarsterren, en het typegeslacht van de familie Zenometridae.

## Soort
- Zenometra columnaris (Carpenter, 1881)